# Орестів
Оре́стів — село в Україні, у Здолбунівській міській громаді Рівненського району Рівненської області. Населення становить 485 осіб.

## Географія
Село розташоване на лівому березі річки Швидівки.

## Історія
Перша згадка про село Орестів ( з польської - Arestow, Aresztow) датована 1507 роком, коли король польський і великий князь литовський Сигізмунд І Старий королівською грамотою підтверджує панування княгині Марії Рівненської (Збаразької) в селі Орестів разом з Квасилів, Корнин, Колоденка та іншими. 
На 1900 рік село Орестів мало 49 будинків, 383 мешканця, церкву муровану, водяний млин. (Słownik geograficzny Królestwa Polskiego i innych krajów słowiańskich. T. 15, [cz. 1] 1900 рік, сторінка 47., http://mbc.malopolska.pl/publication/113)
1906 році село Арестів Дятковицької волості Рівненського повіту Волинської губернії. Відстань від повітового міста 12 верст, від волості 17. Дворів 93, мешканців 502.
Відповідно до Розпорядження Кабінету Міністрів України від 12 червня 2020 року № 722-р «Про визначення адміністративних центрів та затвердження територій територіальних громад Рівненської області» увійшло до складу Здолбунівської міської громади.

## Символіка
Герб і Прапор села було створено 16 червня 2025 року. На гербі та прапорі зображено Козацький хрест який символізує, що село знаходиться на землях Волині. Також на гербі зображено Покрову Пресвятої Богородиці, яка символізує те що в селі розташований Свято - Покровський Храм, а саме село перебуває під захистом Пресвятої Богородиці. Лінія блакитного кольору, що знаходиться по центру, символізує річку Швидівку.

## Населення
Згідно з переписом УРСР 1989 року чисельність наявного населення села становила 491 особа, з яких 222 чоловіки та 269 жінок.
За переписом населення України 2001 року в селі мешкала 481 особа.

### Мова
Розподіл населення за рідною мовою за даними перепису 2001 року:
| Мова       | Відсоток |
| ---------- | -------- |
| українська | 99,18 %  |
| російська  | 0,62 %   |
| білоруська | 0,21 %   |

## Уроженці села

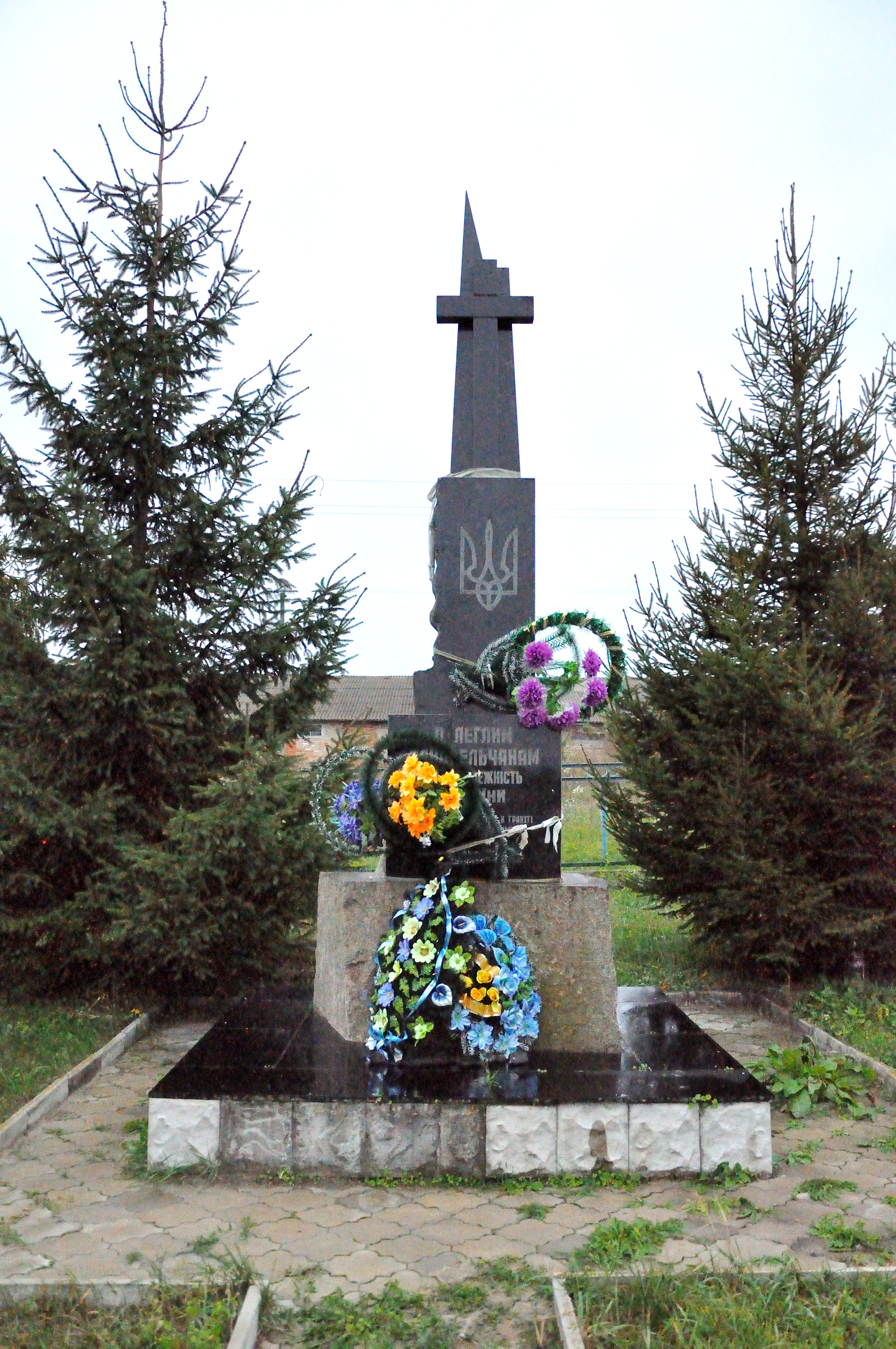
Полеглим односельчанам за незалежність України, с. Орестів,.jpg

- Селецький Степан Данилович

Народився 1910 року в с. Арестів (зараз Орестів) Рівненського району Рівненської області.
У 1924 році закінчив 3 класи повшехтної школи.
У березні 1944 року був призваний по мобілізації Рівненським РВК.
Пройшов навчання в артилерійському полку № 5 та був направлений в артилерійський полк № 539 номером орудійним.
З 11 червня 1944 року по 9 травня 1945 року брав участь у боях в складі даного полку.
Нагороджений медаллю «За мужність», «За перемогу над Німеччиною».
- Памфил Лясковський (1883—1936) — український релігійний діяч, ректор Полтавської духовної семінарії.
- Старовойтова Галина Максимівна — прокурор міста Красноперекопська АР Крим, член Центральної виборчої комісії. Народний депутат України 2-го скликання.